# Bulbophyllum crassiusculifolium
Bulbophyllum crassiusculifolium är en orkidéart som beskrevs av Leonid Vladimirovitj Averjanov. Bulbophyllum crassiusculifolium ingår i släktet Bulbophyllum och familjen orkidéer.
Artens utbredningsområde är Vietnam. Inga underarter finns listade i Catalogue of Life.